# 俄耳枯斯山口

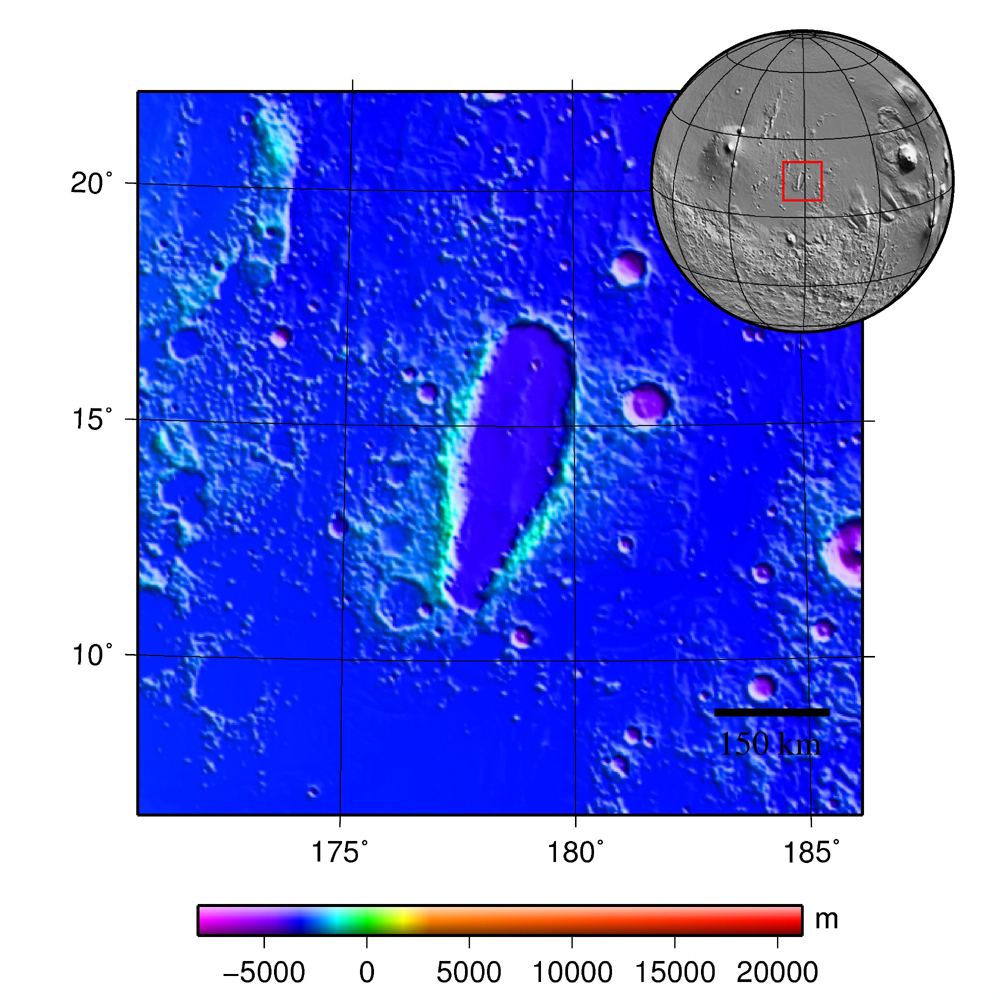
以俄耳枯斯火山口为中心的高程图，来自火星全球探勘者号轨道器的激光高度计地图。

俄耳枯斯山口是水手4号在火星表面首次拍摄到的一个含不明构造的区域，一处长约380公里（240英里）、宽140公里（87英里），周围边缘高出1.8公里（1英里）的洼地，其成因尚不确定究竟是由火山、构造，还是由撞击所造成。

## 描述
俄耳枯斯山口最早是由水手4号所拍摄，这是一片长约380公里（240英里）、宽140公里（87英里）、深0.5公里（1/3英里），但地表相对平坦的洼地，其边缘高达1.8公里（1英里），它的中心坐标位于14°1′N 178°5′E / 14.017°N 178.083°E处。
它已经历了风成作用，并有一些小陨石坑和地堑构造。然而，尚不清楚该火山口最初是如何形成，理论上可能缘自火山、构造或陨石撞击等事件。2000年，一项结合了火星全球探勘者号最新数据和更早海盗号数据的研究，其结果并未明确支持它是由火山或撞击作用所形成。
2005年，火星快车号对该区域进行了观察，并获得了数字地形模型和彩色照片。

## 位置
俄耳枯斯火山口坐落在奥林帕斯山以西、埃律西昂山以东，约位于这两座火山的中间，在它的西南方则是盖尔撞击坑。

## 另请查看
- 马尔提谷
- 塔尔塔罗斯丘群
- 席勒环形山 (细长的月表特征)
- 伊甸火山口 (疑似塌陷的火山口或撞击坑)